# Cecilio de Benito
Cecilio de Benito Sánchez (Cuéllar, 1869 – ib., 1940) fue un músico, compositor y director español.

## Biografía
Nacido en 1869 en la villa segoviana de Cuéllar, con apenas veinte años ya aparece tocando el clarinete en la Banda Municipal de Cuéllar, de la que fue nombrado director en 1899, cargo que ocupó hasta su muerte.
Tocaba el clarinete, el armonio y el acordeón, y fue requerido por las autoridades municipales de Riaza, municipio también en la provincia de Segovia, para la creación de su banda municipal. Dentro de sus composiciones musicales destaca la seguidilla llamada «A por ellos», que suponen todo un himno para su localidad natal, y son cantadas y bailadas por sus habitantes anualmente en las Fiestas de los Encierros, siendo la pieza la que abre y cierra los festejos. Otras de sus composiciones son los pasodobles «Viva Cuéllar», «El Toledano» y «El Segoviano», así como las jotas «La Cuellarana» o «La Aragonesa», entre otras.
Dentro de los homenajes que recibió a lo largo de su vida, y tras su muerte, destaca la llevada a cabo por el Ayuntamiento de Cuéllar en el año 2009, cuando decidió dar su nombre a la escuela municipal de música, que tantos años ocupó a Cecilio de Benito.